# Cratere Loutraki
Loutraki è un cratere sulla superficie di Gaspra.